# Aplysia dactylomela
Aplysia dactylomela är en snäckart som beskrevs av Rang 1828. Aplysia dactylomela ingår i släktet Aplysia och familjen sjöharar. Inga underarter finns listade i Catalogue of Life.

## Bildgalleri

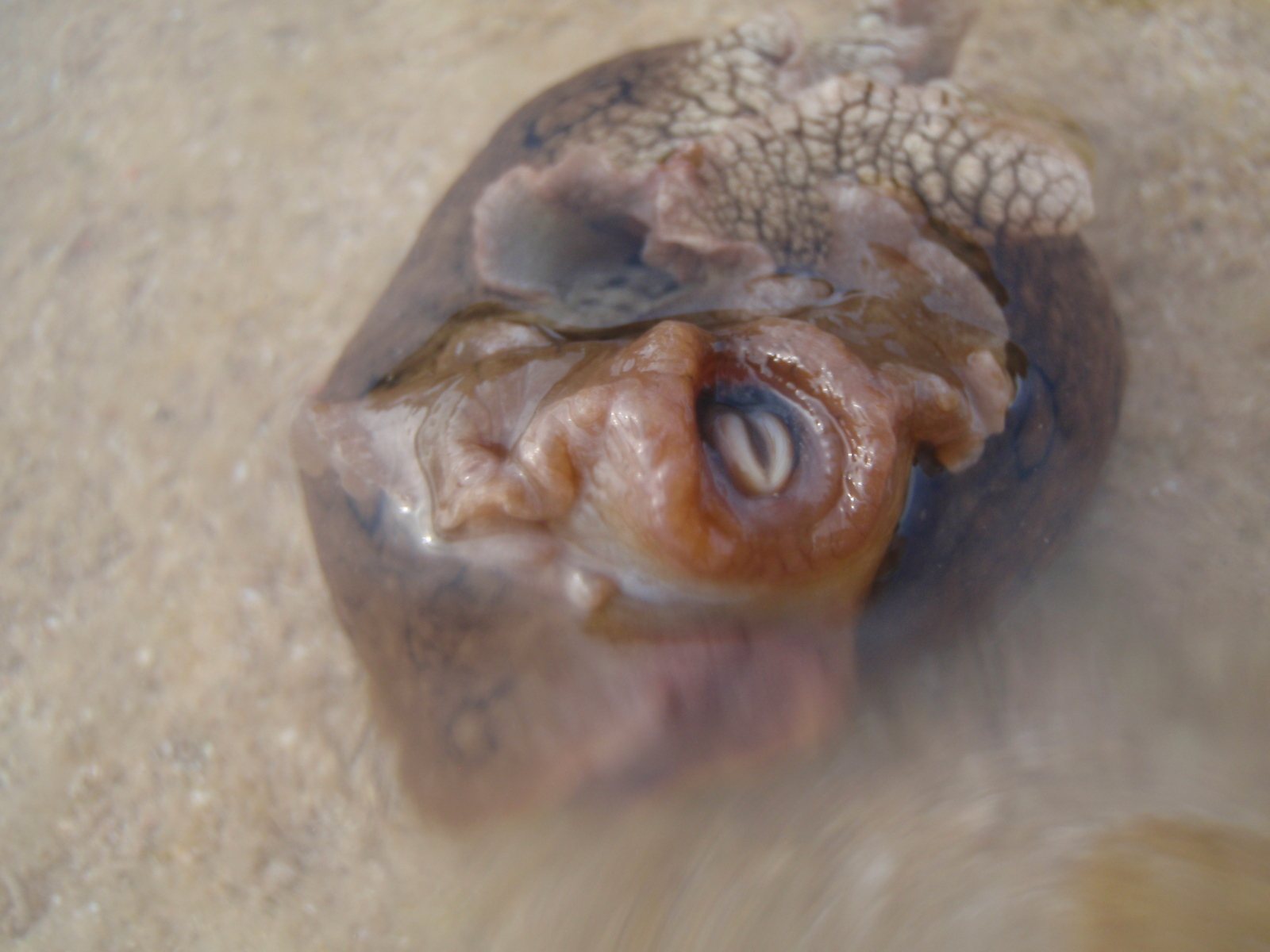
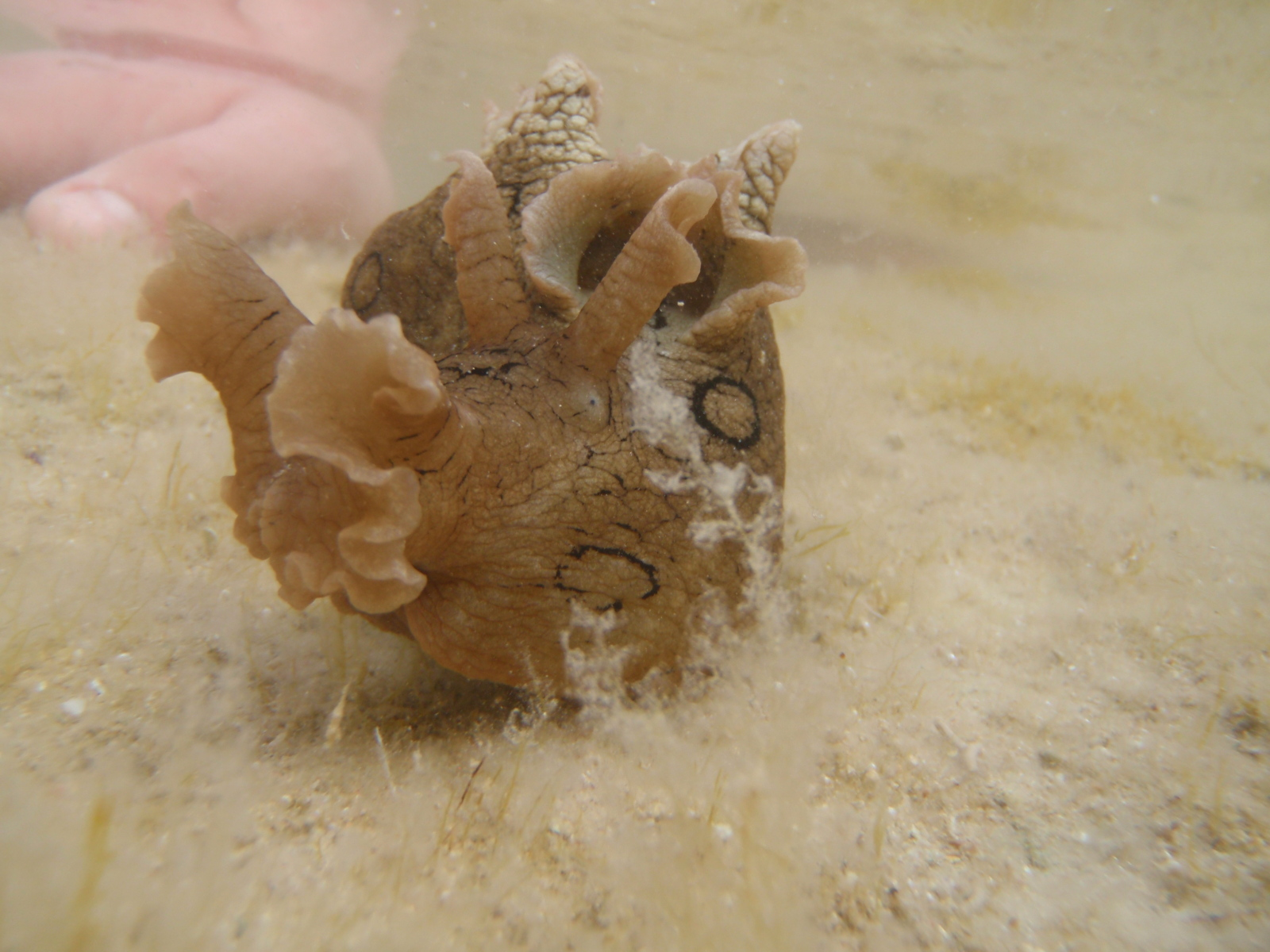
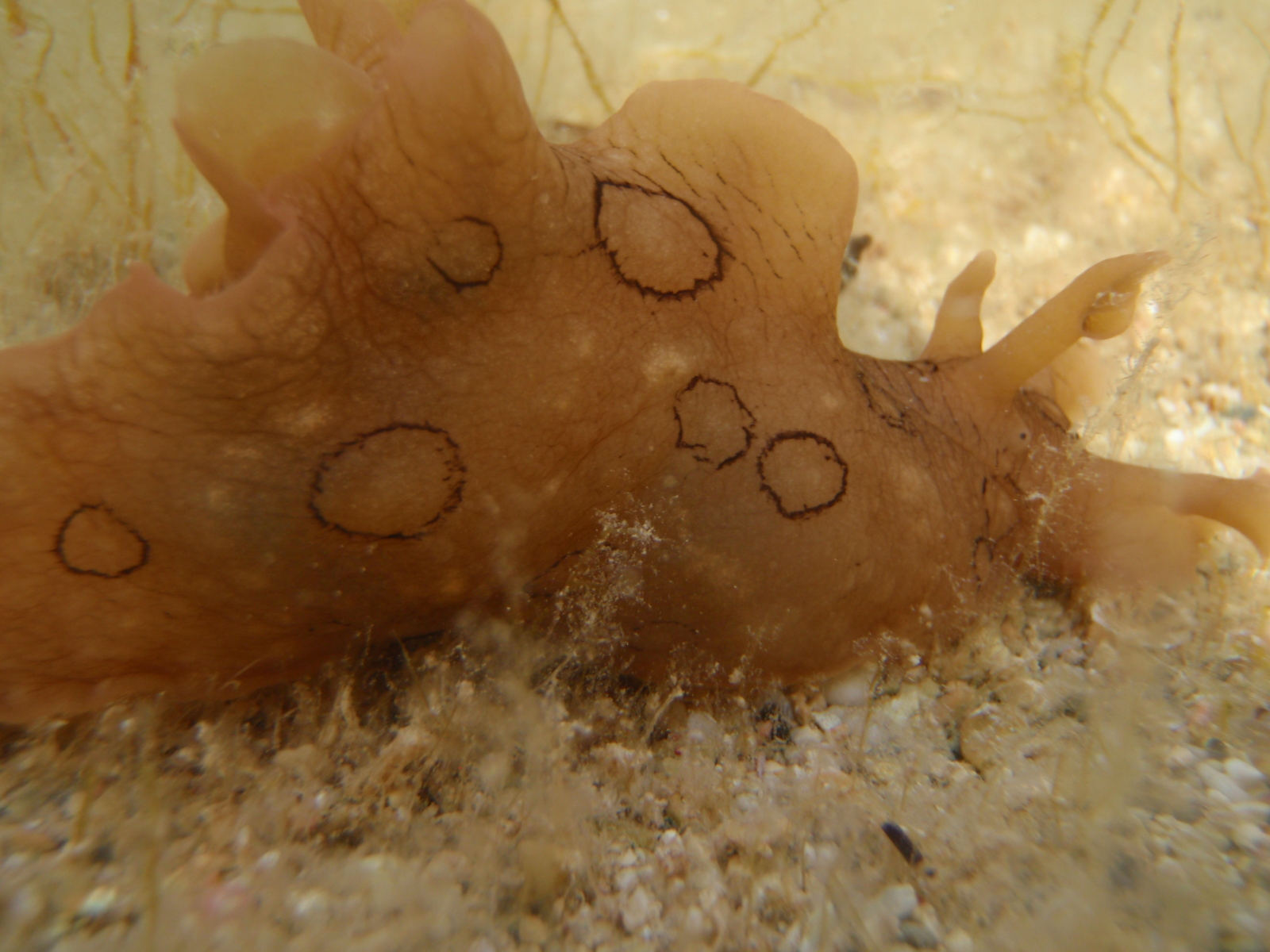
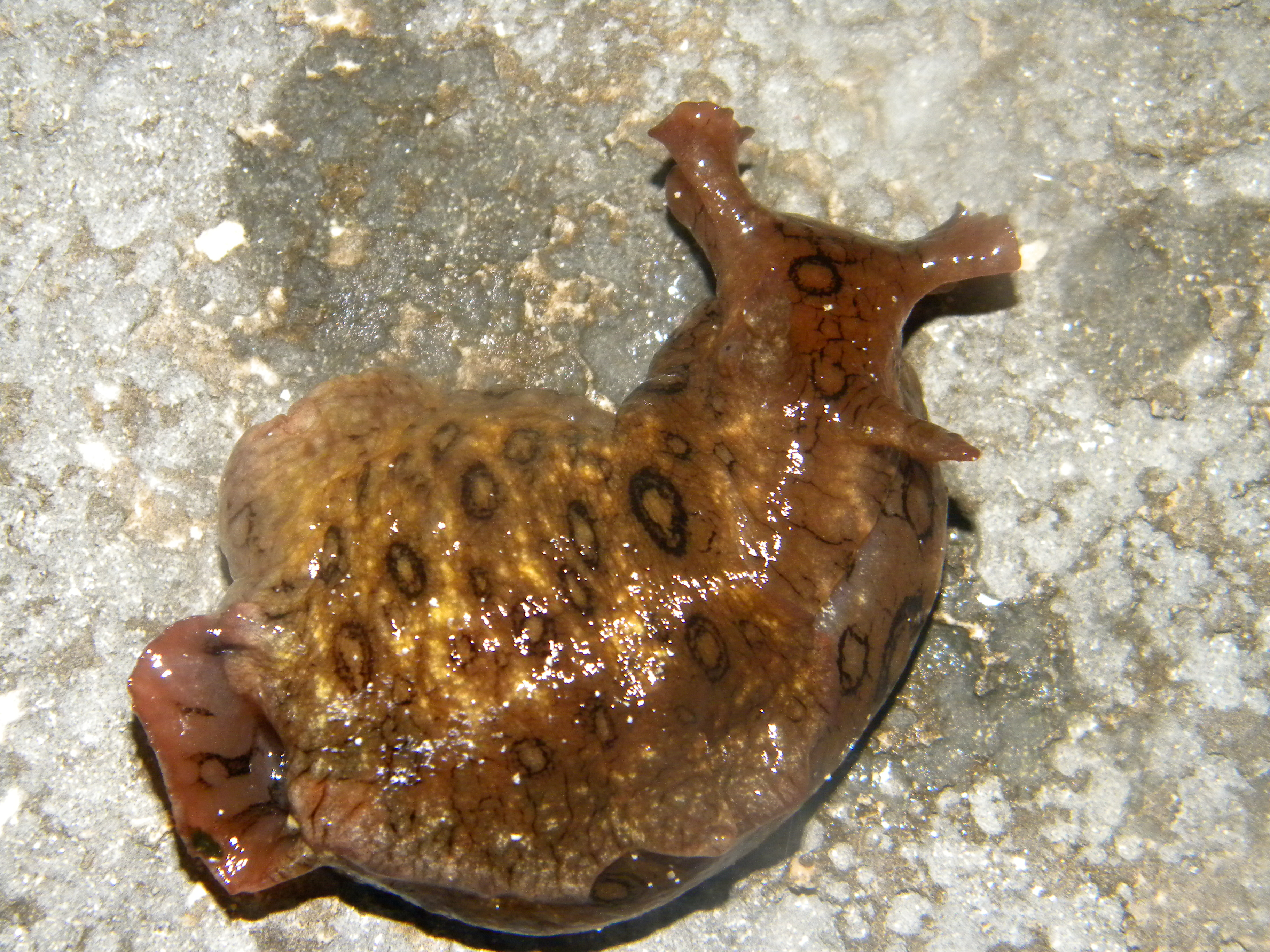
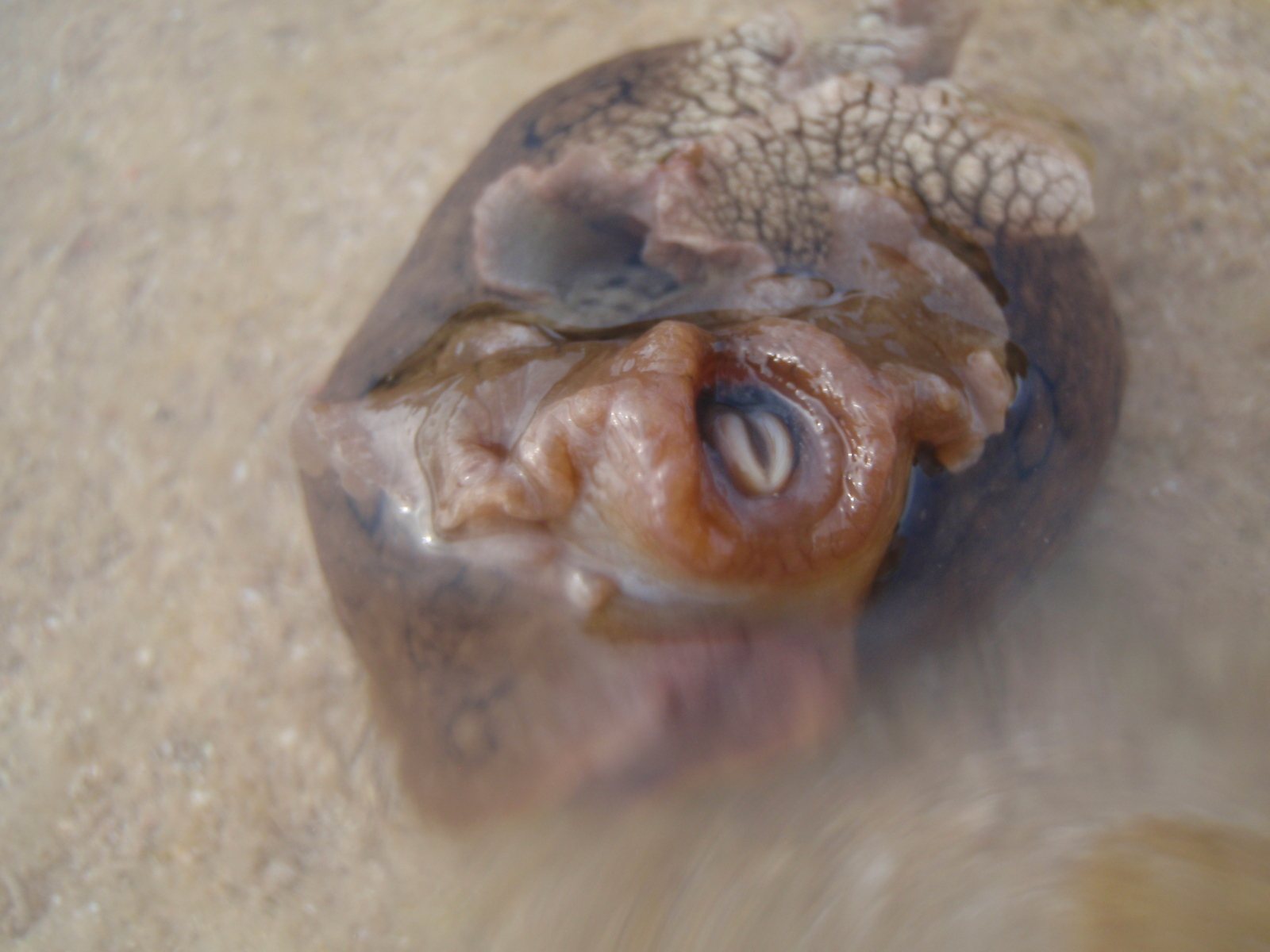
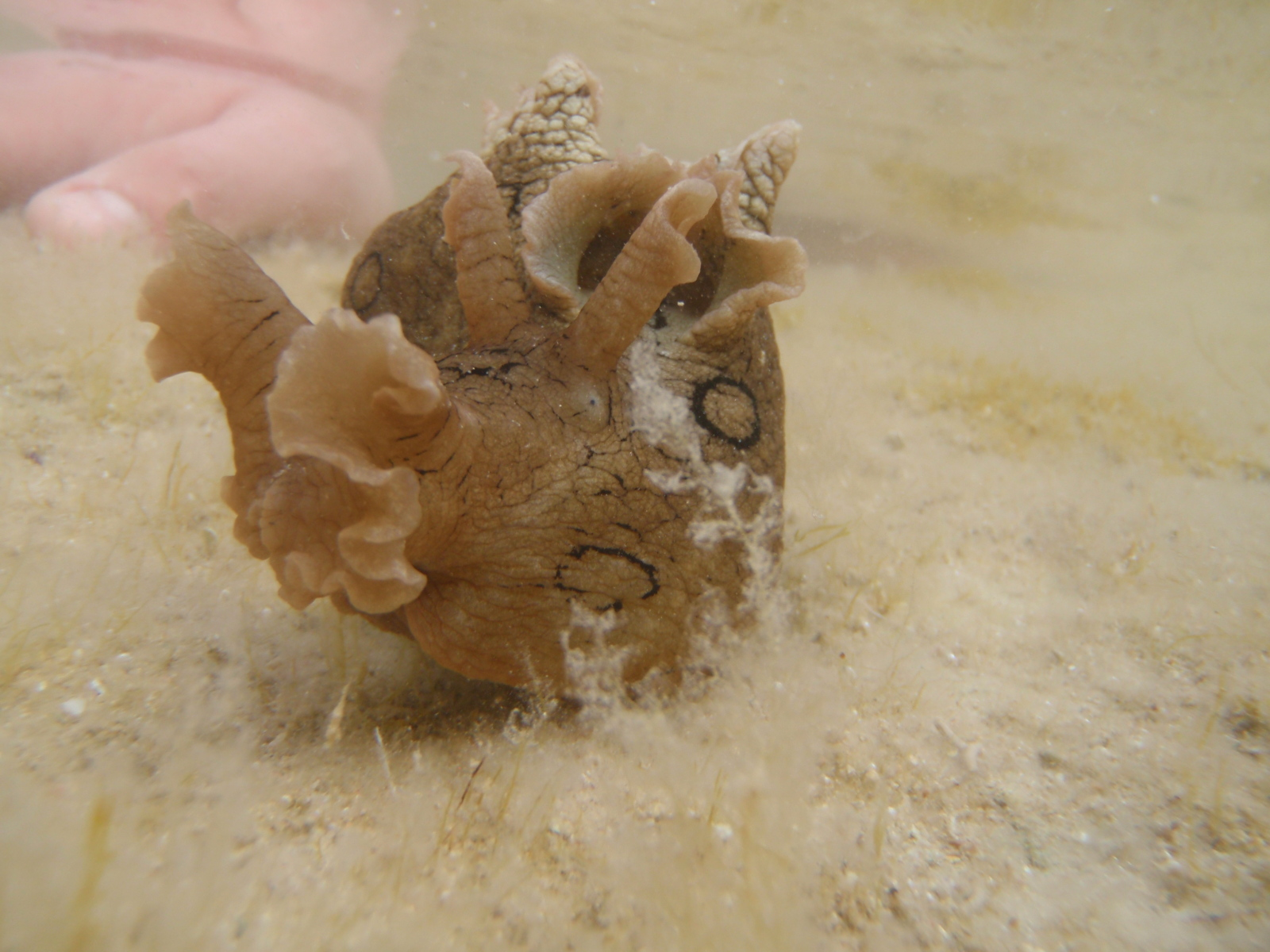